# إيه آي إم بيه
إيه آي إم بيه (بالإنجليزية: AIMP اختصاراً لـ Artem Izmaylov Media Player) هو مُشغل صوتيات مجاني مخصص للعمل على نظام التشغيل ويندوز، قام بتطويره مطور البرمجيات الروسي ارتيم ازميلوف ويقوم بتطويره حالياً فريق من المطورين يطلقون على أنفسهم فريق تطوير AIMP.
صُمم AIMP ليكون مُشغل صوتيات خفيف وسريع الاستجابة.
AIMP مبني على مكتبة الصوتيات BASS، ولكن منذ إطلاق النسخة 3.00 التجريبية من البرنامج أصبح البرنامج يمتلك محرك الصوتيات الخاص به.

## سِجِّل الإصدارات

### الإصدار 1.7x - 1.5x
قام المطور ارتيم ازميلوف بإطلاق النسخة الأولى من البرنامج باسم AIMP Classic في 8 أغسطس 2006.

### الإصدار 3.xx
- يمتلك محرك الصوتيات الخاص به.
- تم تجديد مكتبة الموسيقى
- دعم كامل لخاصية ReplayGain
- دعم كامل لخاصية أغلفة النسيج الشفافة

## المميزات
- يدعم الصيغ الصوتية التالية:

CDA, AAC، AC3، APE، DTS، فلاك, IT, MIDI, MO3, MOD, M4A, M4B, MP1,MP2، إم بي 3, MPC, MTM, OFR, أوغ، RMI, S3M, SPX, TAK, TTA, UMX, واف, WMA, WV, XM
- يدعم أجهزة الإخراج:

DirectSound / ASIO / WASAPI
- يحتوي على مُعادل للصوت ومؤثرات الصوت التالية:

Reverb, Flanger, Chorus, Pitch, Tempo, Echo, Speed, Bass, Enhancer, Voice Remover
- معالجة صوتية 32-bit
- يدعم تعدد قوائم التشغيل
- وظائف رائعة وواجهة سهلة الاستخدام
- إنشاء قوائم مفضلة وقوائم انتظار
- يدعم ملفات السجل CUE
- يدعم الإضافات
- يدعم LastFM Scrobbler
- يدعم تعدد المستخدمين
- واجهة متعددة اللغات
- يدعم اختصارات لوحة المفاتيح

إعداد مفاتيح اختصار داخلية أو شاملة حسب الرغبة.
- خاصية البحث

بحث عن الملفات في جميع القوائم المفتوحة.
- خيارات مرنة وفورية التطبيق
- محرر بطاقات
- مكتبة صوتية

منظم الملفات الصوتية
- راديو إنترنت

يمكنك الاستماع للراديو عن طريق الإنترنت وتسجيل البث بالصيغ التالية OGG / WAV / MP3 / AAC / AAC+
تنزيل محطات من Icecast أو إضافة محطات راديو مخصصة.
- منبه ساعة
- إيقاف تلقائي لتشغيل الجهاز

يمكنك النوم أثناء الاستماع لصوتياتك المفضلة بعد إعداد المؤقت لإيقاف التشغيل تلقائياً عند وقت محدد.

## وصلات خارجية
- الموقع الرسمي